# 洛克希德·马丁
洛克希德·馬丁（：LMT）是總部位於美國馬里蘭州北貝塞斯達的跨國國防及航空航天綜合企業，1995年3月15日由洛克希德公司與馬丁·瑪麗埃塔合併成立。據《防務新聞》統計，該公司自2009年起持續位列全球最大國防工業承包商，2024年73%營收來自美國聯邦政府，其中65%直接源自美國國防部合約。
該公司營運四大部門：
- 航空系統（2024年營收佔比39%）：含臭鼬工廠研發部門，主力產品包括F-35第五代戰機（2024年佔總營收26%）、F-22空優戰機、C-130戰術運輸機及F-16多用途戰機[2]；
- 飛彈與火控系統（18%）：涵蓋愛國者防空系統、戰區高空防御飛彈（THAAD）、M270多管火箭系統、精準打擊飛彈（PrSM）、JASSM巡航飛彈、LRASM反艦飛彈及阿帕契直升機射控系統[2]；
- 旋翼與任務系統（24%）：包含西科斯基飛機（UH-60、CH-53K等型號）、神盾戰鬥系統、濱海戰鬥艦及飛彈防禦指揮系統[2]；
- 太空系統（18%）：涉及三叉戟II型潛射彈道飛彈、獵戶座太空船、下一代星基紅外預警系統（Next-Gen OPIR）衛星及地面攔截器（GBI）[2]。

除國防領域外，洛克希德·馬丁同時為美國能源部、美国国家航空航天局、農業部及環保署等聯邦機構提供技術支援，並參與CIA、NSA等單位的監控與數據處理項目。該公司六度獲頒航空界最高榮譽科利爾獎，包括2001年因開發F-35B戰機的升力風扇推進系統，以及2018年研發「自動地面防撞系統」（Auto-GCAS）的貢獻。
近年積極投入智能電網、可再生能源（2025年前協助美軍部署3吉瓦太陽能系統）、緊湊型核融合等民用技術研發。截至2022年1月，全球僱員約121,000人，其中60,000名為工程師與科學家。

## 历史

### 前身
1912年，阿伦·洛克西德和马尔科姆·洛克西德（Loughead）兄弟在加利福尼亚州圣塔巴巴拉创建了Alco水上飞机公司，后该公司更名为洛克西德（Loughead）飞行器制造公司。1926年，原洛克西德公司倒闭，阿伦·洛克西德在加利福尼亚州好莱坞重新开办了洛克西德（Lockheed）飞行器公司。1929年，洛克西德公司卖给了底特律飞行器公司。
大萧条期间，底特律飞行器公司倒闭，罗伯特·格罗斯和科特兰·格罗斯兄弟以四万美元的价格收购了原洛克西德公司的部分。阿伦·洛克西德当时筹得了五万美元，但是认为资金太少而没有参加拍卖。1934年，罗伯特·格罗斯成为新公司的主席，并把公司改名为洛克西德公司。1930年代，洛克西德投资139,400美元开发了L-10伊莱克特拉型双发动机运动机，生产第一年就销售了40架，著名飞行员阿梅莉亚·埃尔哈特的最后一次飞行就是驾驶的这种飞机。这种飞机还是在第二次世界大战期间，英国皇家空军和美国军队使用的哈德逊型轰炸机之原型。
在第二次世界大战爆发初期洛克西德成功设计了P-38闪电型战斗机，这是一款双发动机加上双尾椼机身结构的高速拦截机，在战场上的用途包括对地攻击、轰炸机护航以及夺取空优等，最有名的戰績就是击落山本五十六所乘坐的運輸機之任务。整个第二次世界大战期间，洛克西德公司共生产了19,278架飞机，佔二战期间美国飞机制造总量的60%。包括2,600架PV-1文图拉、2,700架B-17飞行堡垒（波音授权制造）、2,900架哈德逊和9,000架闪电。第二次世界大战期间，洛克希德和跨世界航空公司共同开发了L049星座型客机。这种飞机可运载43名乘客，以每小时300英里的速度用13个小时从纽约飞到伦敦。但是在战争期间，所有的产品都被军方购买，战争结束后民航才得到其订货。
1943年，洛克西德设计美国空军第一种服役的喷射战斗机P-80。这种飞机由其被戏称为臭鼬工作室的高级开发部开发。后来臭鼬工作室还设计了U-2偵察機、SR-71黑鳥式偵察機和F-117夜鷹戰鬥攻擊機。臭鼬工作室通常能够在有限的时间和有限的资源下，突破技术上的限制，推出极为令人惊讶的飞机。1953年，洛克西德开发了C-130大力神运输机，这种飞机至今仍被美國和多個國家使用。1956年，洛克西德开发了北极星潜射弹道导弹，后来又开发了海神和三叉戟导弹。1976年，臭鼬工作室开始展开第一代低可侦测性飞机的研究计划「拥蓝（Have Blue）」。 其他洛克西德产品还包括两倍音速战斗机F-104、L-1011三星宽体喷射客机、美国最大的C-5银河喷射运输机。

### 合并後
1995年，与马丁·玛丽埃塔合并，正式成立洛克希德·马丁公司。
1996年，收购Loral公司的防务电子和系统集成业务。
1998年，放弃了同诺斯洛普·格鲁门的合併计划。若合併成功，合併后的公司将控制美国国防部经费的25%。
2000年，由于向中华人民共和国政府参股的亚洲卫星有限公司提供秘密訊息，被美国政府罚款1,300万美元。
2001年，获得联合打击战斗机（JSF）合約。美国国内销售额预计有2,000亿美元。
2003年，为了惩罚波音的商业间谍行为，美国空军将原给予波音的价值十亿美元的合約转给洛克希德·马丁。
2015年7月20日，洛克希德·马丁同意以90億美元（稅務減記後$71億美元）向聯合技術公司收購西科斯基飛機公司。
2020年7月14日，中华人民共和国政府宣佈因為美國對台軍售的影響，对洛克希德马丁公司實施制裁。
2020年10月26日，中华人民共和国政府宣佈因為美國對台軍售的影響，对包括洛克希德马丁公司在內的美國國防企業實施制裁。
2020年12月21日，洛克希德·马丁以44亿美金的价格收购火箭发动机制造商Aerojet Rocketdyne。2021年2月17日雷神技术公司宣布反对此项并购案，指出此举会减少行业竞争，并打击公司的供应链。2022年1月25日，联邦贸易委员会否决这项并购，随后洛克希德·马丁于2月13日宣布放弃这项并购计划。
2022年2月21日，中华人民共和国政府宣佈因為美國對台軍售的影響，对包括洛克希德马丁公司在內的美國國防企業實施制裁。
2023年9月15日，中华人民共和国政府宣佈因為美國對台軍售的影響，对包括洛克希德马丁公司的密蘇里州聖路易斯市分公司在內的美國國防企業實施制裁。
2024年5月22日，中华人民共和国政府宣佈因為美國無視中方在烏克蘭危機上的客觀公正立場和建設性的作用，以所謂涉俄羅斯因素為由對多家中國實體實施單邊制裁，嚴重侵犯中方企業、機構和個人權益；同時，美國持續向中華民國出售武器，違反一個中國原則和中美三個聯合公報規定。宣佈制裁12間美國軍工企業和10名有關人員，當中有洛克希德·馬丁導彈與火控公司（Lockheed Martin Missiles and Fire Control）和洛克希德·馬丁航空公司（Lockheed Martin Aeronautics）。
2024年6月21日，中华人民共和国外交部宣布对洛克希德·马丁公司相关实体（洛克希德·马丁导弹系统集成实验室、洛克希德·马丁先进技术实验室、洛克希德·马丁风险投资公司）和高级管理人员采取反制措施。被反制的3名高層分別是董事長、總裁、行政總裁詹姆斯·唐納德·泰克萊特，首席運營官弗蘭克·安德魯·聖約翰，首席財務官傑蘇斯·馬拉夫。
2025年1月2日，中国商务部发布公告，声称依据中国《出口管制法》和《两用物项出口管制条例》等法律法规有关规定，决定将洛克希德·马丁等28家美国实体列入出口管制管控名单。

## 产品

### 雷達
- 神盾戰鬥系統

### 主動防禦系統
- AN/VLQ-6主動防禦系統

### 莢艙
- AN/AAQ-33狙擊手標定莢艙

### 军用运输机
- C-130大力神中型运输机系列
- C-141舉星者远程喷气运输机
- C-5银河重型运输机

### 战斗机
- F-104星式
- F-16戰隼
- F-117夜鹰
- F-22猛禽
- F-35閃電II

### 軍用偵查機
- A-12/SR-71黑鸟侦察机/SR-72
- RQ-170偵查機

### 火箭与导弹
- UGM-96 三叉戟I型弹道导弹
- UGM-133 三叉戟II型弹道导弹
- 擎天神（大力神）
- AGM-114地獄火飛彈
- RUM-139 阿斯洛克反潜导弹
- AGM-158 JASSM
- AGM-158C遠程反艦飛彈

### 卫星
- DSCS-3
- A2100衛星平台
  - BSAT-3a
  - BSAT-3b
  - BSAT-3c/JCSAT-110R
- 马丁·玛丽埃塔3000
- 马丁·玛丽埃塔4000
- 马丁·玛丽埃塔8000
- Tiros-N 气象卫星

### 客機
- 洛克希德 Vega 織女星
- 洛克希德 10 型伊萊克特拉
- 洛克希德 12 型初級伊萊克特拉
- 洛克希德14型超級伊萊克特拉
- 洛克希德18型北極星
- 洛克希德星座
- 洛克希德 L-049 星座
- 洛克希德 L-649 星座
- 洛克希德 L-749 星座
- 洛克希德 L-1049 超級星座
- 洛克希德 L-1649 星際客機
- 洛克希德土星
- 洛克希德L-188“伊莱克特拉”
- 洛克希德捷星
- 洛克希德L-1011三星

## 外部連結
- 洛克希德·馬丁
- 洛克希德·馬丁的商業數據：  - Google
  - SEC filings
  - Yahoo!